# Blue (film 1993)
Blue è un film del 1993 diretto da Derek Jarman.
Si tratta dell'ultimo diretto dal regista britannico (1942-1994), e rappresenta il suo testamento filmico. Durante le riprese era quasi cieco a causa di un'infezione da citomegalovirus, che gli consentiva di vedere esclusivamente nei toni del blu. Il film è un raro esempio dell'utilizzo di una grave malattia medica per scopi artistici.

## Trama
Il film consiste in un unico fotogramma di colore blu (la tonalità di blu oltremare "International Klein Blue", creata dall'artista francese Yves Klein) che fa da sfondo alla traccia sonora, composta da Simon Fisher Turner, comprendente Coil e altri artisti, ed alla voce di Jarman che racconta la propria vita e la propria filosofia artistica, narrando di sé come di "laboratorio ambulante". Prende fino a trenta pillole al giorno. Descrive le sale d'attesa dell'ospedale, l'indifferenza del personale medico, l'ipocrisia della carità, e il colore blu.

## Distribuzione
Blue venne presentato al New York Film Festival il 3 ottobre 1993, e il 3 dicembre uscì nelle sale americane.
In Italia giunse nelle sale nell'aprile del 1994, distribuito da Mikado Film.
La versione home video in VHS venne distribuita da Mondadori Video nel gennaio del 1995.
Channel 4, che finanziò e distribuì gran parte delle opere di Jarman, trasmise il film nel formato letterbox, con le consuete bande nere al di sopra e sotto lo schermo blu. Durante la sua trasmissione televisiva, Channel 4 e BBC Radio 3 collaborarono per una trasmissione simultanea alla radio. Più tardi la colonna sonora del film venne pubblicata anche su CD.
È stato pubblicato per la prima volta in DVD il 10 febbraio 2004, su distribuzione Dolmen Home Video.
Il 17 giugno 2017, a distanza di ventiquattr'anni dall'uscita, è stato mostrato al Shanghai International Film Festival in versione restaurata.